# ベストタイム
『ベストタイム』（英: Best Time）は、2000年4月10日から2004年3月26日までTBS系列で平日に生放送されていた昼の報道系情報ワイド番組である。放送時間は、11:25（スタート当初および一部地域は11:30） - 13:00（2001年3月までは12:55、JST）。

## 番組概要
2000年4月10日放送開始。番組のコンセプトは『主役は情報!』。打ち切りやリニューアルを繰り返し、苦戦の連続であった平日正午の編成を抜本的に変える形で、JNNの昼ニュース枠（以前の『JNNニュース1130』）を一括内包する85分の大型情報番組となった。初代総合司会に福留功男と伊藤聡子を起用して、番組宣伝で「昼の時間帯に飽き足らなかった皆さんへ。時代は情報。ニュースも変わります。毎日お昼は『ベストタイム』。最高の情報をあなたに。」（放映開始前）、後に「毎日お昼は『ベストタイム』。あなたのお昼を、変えて見せます!」（放映開始後）と大胆に呼びかけた。記念すべき第1回は2本のヘッドラインニュース項目の後、番組開始のワイプが登場し、初期タイトルロゴがでて、その後福留によるコールで（挨拶をはさんで）「ニュースのランチをあなたにお届けする、『ベストタイム』の時間です。」というものであった。
開始当初は中継コーナーやトレンド情報・占いを中心に扱っていた。2001年4月より放送分数を85分から95分、総合司会を福留と長峰由紀のみにし、ガーデニングや収納リフォームの特集が好評を得ていたのを機に、主婦向けの生活実用・DIYに関する企画を特化。11:25から『もうすぐベストタイム』、11:55頃からニュース特集、12:15頃からエンディングまでを曜日毎の企画コーナーを設けて、12時台にゲストとしてタレント・コメンテーターが出演するようになる。2003年下半期には当時問題になっていた携帯電話の迷惑メール被害について特集を組むなど、報道と生活情報を中心とした番組作りを行った。
企画コーナーとして、月曜の「近藤典子の快適!生活Gメン」や火曜の「平野寿将の参上!お助け料理人」、水曜「必殺リフォーム計画」（かつてはC-TBSウェルカムチャンネルでもダイジェストが放送されていた）、木曜の「荻原博子のしあわせおサイフ救助隊」、金曜「神ワザ!ルームメイク」などが放送された。なお、後継番組の『きょう発プラス!』や『ひるおび!』には荻原が出演し、「しあわせおサイフ救助隊」など『ベストタイム』の人気コーナーが一部復活している。
土曜日夜の『ブロードキャスター』にも出演していた福留は同番組側の方針により、福留は『ブロードキャスター』が休止される週は本番組を休む形をとっていた。
2003年9月からタイトルロゴを一新したが、2004年3月26日をもって終了。4年間の歴史に幕を閉じた。

## 出演者

### 総合司会・ニュース枠
| 期間 | 期間      | 総合司会 | 総合司会 | ニュース枠         | ニュース枠         | ニュース枠     |
| 期間 | 期間      | 総合司会 | 総合司会 | ニュースキャスター | ニュースキャスター | 天気キャスター |
| 期間 | 期間      | 男性     | 女性     | 男性               | 女性               | 天気キャスター |
| --- | --------- | -------- | -------- | ------------------ | ------------------ | -------------- |
| 2000.4.10 | 2001.3.30 | 福留功男 | 伊藤聡子 | 岡田泰典1          | 長峰由紀1          | 杉江勇次1      |
| 2001.4.2 | 2003.3.28 | 福留功男 | 長峰由紀 | 福留功男           | 長峰由紀1          | 杉江勇次1      |
| 2003.3.31 | 2004.3.26 | 福留功男 | 長峰由紀 | 柴田秀一2・3       | 長峰由紀1          | 杉江勇次1      |
| - 1 『JNNニュース1130』から続投。 - 2 不在時は伊藤隆太が代行した。 - 3 水曜日の『ジャスト』ミニニュース枠も担当。 |           |          |          |                    |                    |                |

ニュース枠リポーター・ナレーション等
- 小森谷徹
- 駒田健吾
- 志賀大士
- 広重玲子
- 向井政生

他多数
※長峰・柴田・駒田・志賀・岡田・広重・向井はTBSアナウンサー（柴田・志賀・広重・向井は当時）。

### リポーター
- 服部陽介
- 岡安弥生
- 鳥羽美音子
- 栗原由佳
- 広川ひかる
- 駒田健吾
- 寺門ジモン（ダチョウ倶楽部）
- つまみ枝豆（たけし軍団）

他多数